# STS-38
STS-38 (Space Transportation System-38) var rumfærgen Atlantis 7. rumfærge-mission. Den blev opsendt d. 15. november 1990 og vendte tilbage den 20. november 1990.
Missionen medbragte klassificeret militær last for Forsvarsministeriet (USA) (DoD).
Hovedartikler:

## Besætning
- Richard Covey (kaptajn)
- Frank Culbertson (pilot)
- Robert Springer (1. missionsspecialist)
- Carl Meade (2. missionsspecialist)
- Charles Gemar (3. missionsspecialist)

## Missionen
Missionen medbragte følgende nyttelast:
- Hemmelig militær last.
- Magnum ELINT (USA-67) spionsatellit [1] [2].

- Atlantis (STS-38) og Columbia (STS-35)
- Atlantis i rummet